# Josef Ponten

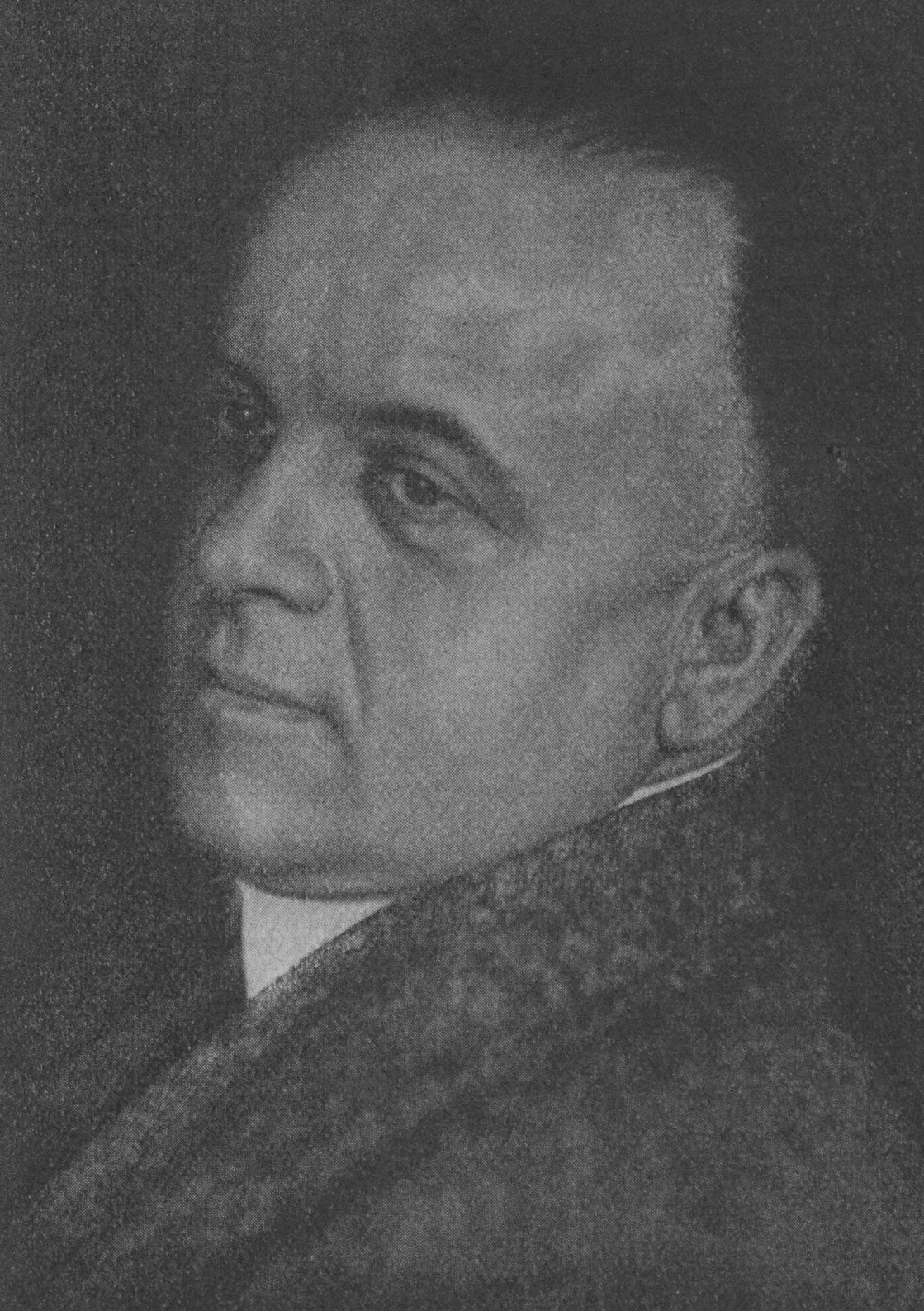
Josef Ponten, um 1924

Servatius Josef Ponten (* 3. Juni 1883 in Raeren im Kreis Eupen, Deutsches Reich; † 3. April 1940 in München) war ein deutscher Schriftsteller, Kunsthistoriker und Geograph. 

## Leben

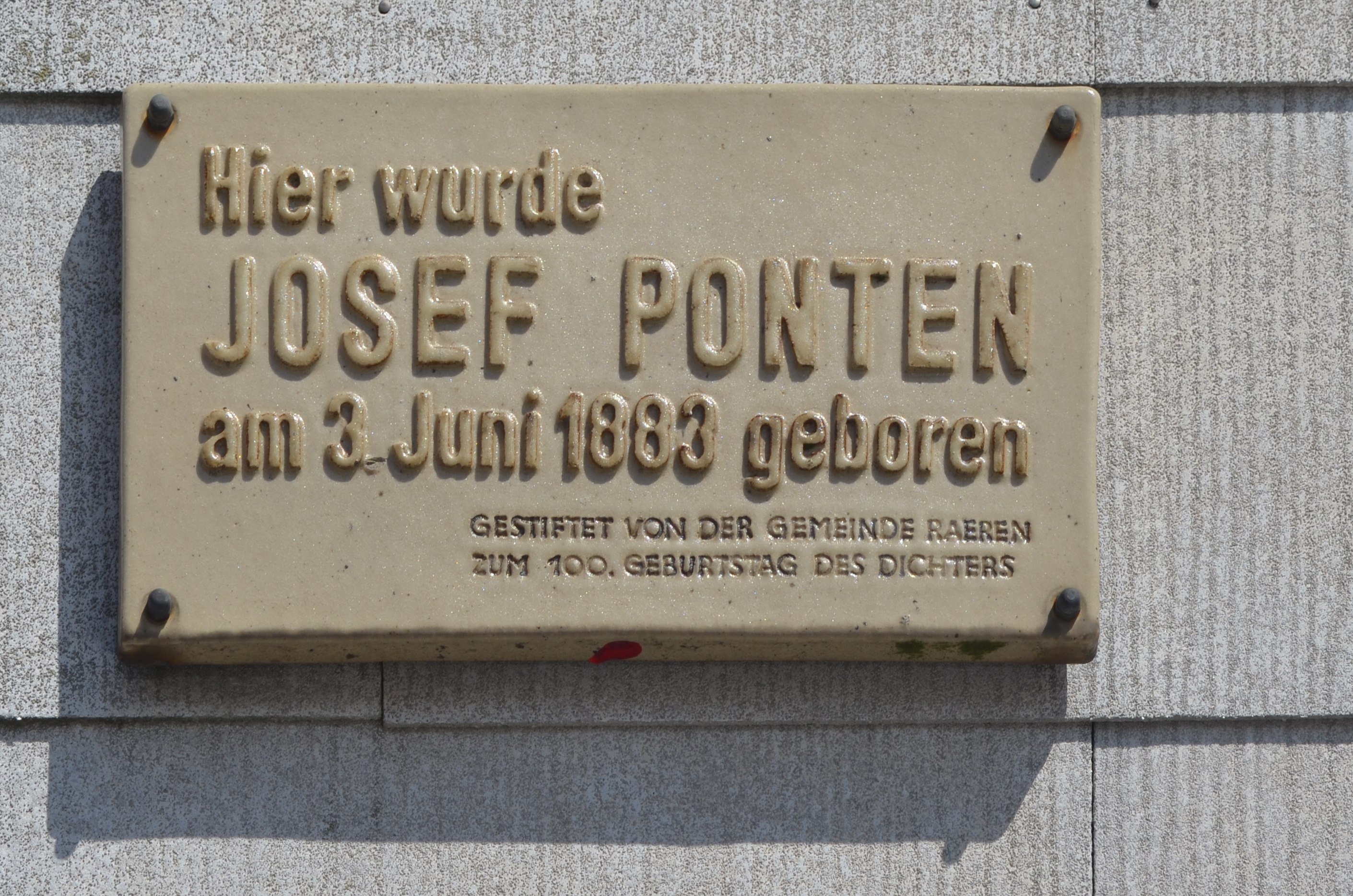
Gedenktafel in der belgischen deutschsprachigen Gemeinde Raeren

### Herkunft, Heirat, Studium
Servatius Josef Ponten verlebte seine Kindheit im Dreiländereck zwischen Belgien, Deutschland und den Niederlanden in der Gegend von Eupen. 1890 zog die Familie nach Aachen, wo er am Kaiser-Karls-Gymnasium sein Abitur machte. Anschließend studierte Ponten ab 1903 Philologie in Genf und Berlin, 1904 bis 1908 Architektur und Kunstgeschichte in Aachen. 1908 heiratete er Julia Freiin von Broich (1880–1947), nachdem ihr Vater Carl Arnold Maria Freiherr von Broich, Schlossherr und Bürgermeister in Richterich bei Aachen, der seiner Tochter die Einwilligung zur Eheschließung mit dem kleinwüchsigen Mann verweigert hatte, gestorben war. Julia schrieb Gedichte und malte. Einem ihrer Brüder hatte Ponten während der Gymnasialzeit auf dem väterlichen Schloss Schönau Nachhilfestunden gegeben. Nachdem Josef Ponten das Studium zwischenzeitlich abgebrochen hatte, promovierte er 1922 in Bonn mit einer kunsthistorischen Dissertation über den Maler Alfred Rethel.

### Freundschaft mit Thomas Mann
Ab 1920 wohnte das Paar in München. Als Autodidakt hatte sich Ponten ein außergewöhnliches Wissen im Bereich Naturwissenschaften und Geschichte angeeignet, weshalb man ihn spöttisch „Doktor Allwissend“ nannte. In München bewegte er sich in literarisch ambitionierten Kreisen und lernte unter anderem Thomas Mann kennen, mit dem er seit 1919 brieflich verkehrte. Zuvor hatte Mann Pontens dritten Roman Der Babylonische Turm gelesen und war beeindruckt, wie seine Tagebucheinträge bezeugen. Er bezeichnete ihn als „naiven“ und „exzessiv deutschen“ Autor und versprach ihm, fortan alles zu lesen, was er schrieb. Er sei betroffen von dem „Urwüchsigen“ und „Echten“ seines Dichtertums. Die Freundschaft zwischen Mann und Ponten, die auch die Gattinnen einbezog, war intensiv und beruhte auf Gegenseitigkeit. Die Ehepaare trafen sich häufig zum gegenseitigen Vorlesen und unternahmen gemeinsame Fahrradfahrten in die Umgebung der Stadt. Die Beziehung wurde ab 1924 distanzierter, nachdem Ponten Thomas Mann als „Schriftsteller“, sich selbst aber als „Dichter“ bezeichnet hatte. Dennoch schlug Mann Ponten 1926 für die Aufnahme in die Sektion Dichtkunst der Preußischen Akademie der Künste vor. 1933 beendete Thomas Mann die Freundschaft, als Ponten sich zu Adolf Hitler bekannte.

### Literarisches Werk

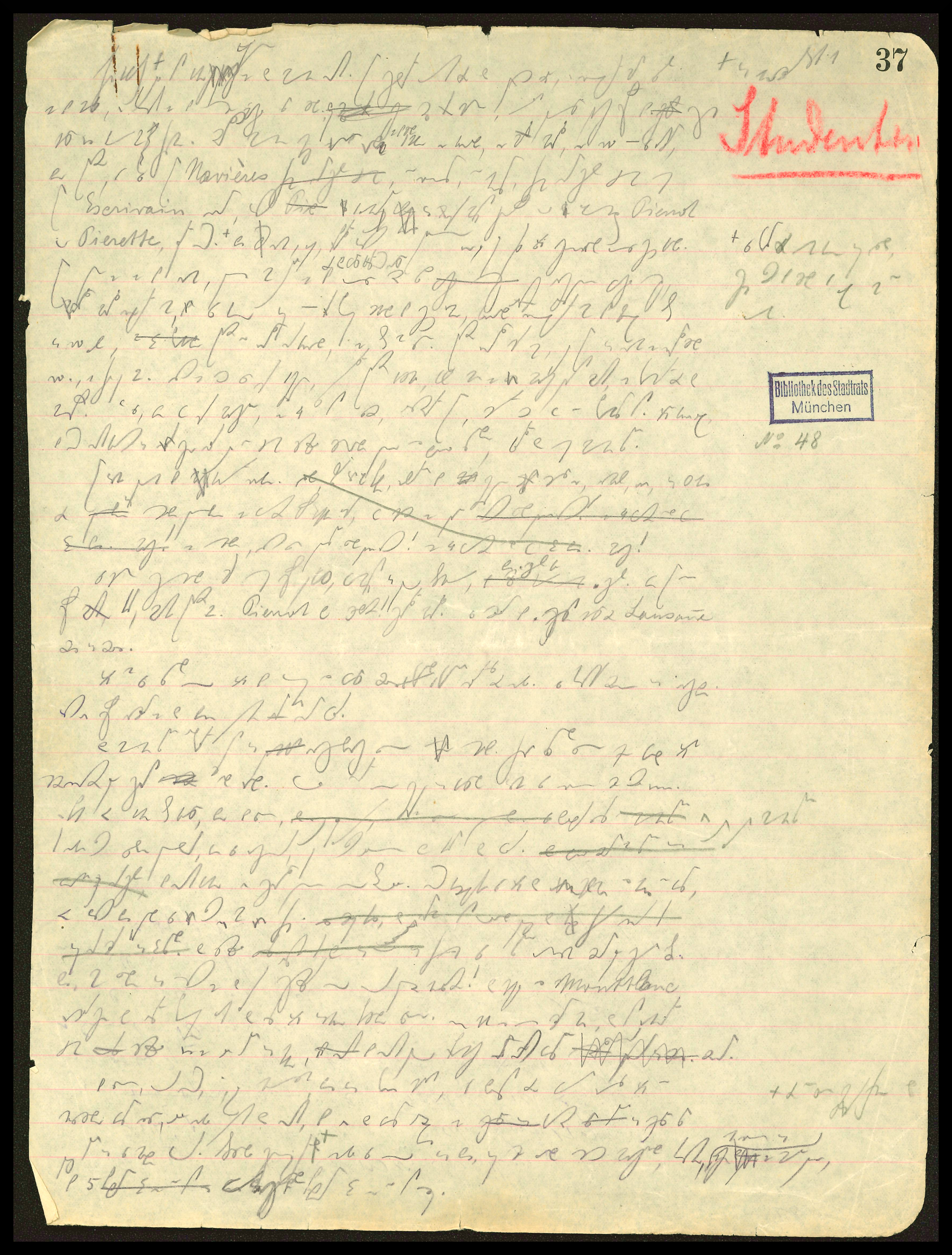
Manuskript Die Studenten von Lyon in Gabelsberger-Kurzschrift

Als freier Schriftsteller schuf Josef Ponten mit zehn Romanen und mehr als 20 Novellen ein umfangreiches literarisches Werk, in dem er Heimatkunst, expressionistische Elemente und Landschaftsbeschreibungen verband. Außerdem verfasste er kunstgeschichtliche und geographische Arbeiten. Sein Projekt einer „künstlerischen Erdbeschreibung“, für die er seit seinen Griechischen Landschaften (1914) bekannt war, floss in seine belletristischen Schriften ein. Sein von Thomas Mann und Hermann Hesse geschätzter, nach langer Entstehungszeit 1927 erschienener Roman Die Studenten von Lyon, der von fünf calvinistischen Märtyrern in Lyon (1553) handelt, ist besonders stark von solchen Landschaftscharakterisierungen geprägt. Sein ab 1930 erschienenes Hauptwerk Volk auf dem Wege, Roman der deutschen Unruhe handelt von Auswanderern nach Russland. Ponten war 1925 zu einem internationalen Geographenkongress in die Sowjetunion eingeladen und dort auf die Wolgadeutschen aufmerksam geworden. Auf eine unbestimmte Zahl von Bänden angelegt, veröffentlichte er in den 1930er Jahren sechs Bände über die Geschichte deutscher Siedler an der Wolga und im Kaukasus. Pontens immer ausgreifendere Reisen führten ihn neben Russland auch auf den Balkan und nach Nordafrika. 1929 und 1937 bereiste er zusammen mit seiner Frau Nord- und Südamerika, wo das Paar weite Strecken in einem Buick zurücklegte. Dabei ging Ponten weiteren Auswandererschicksalen nach, die sich aber nicht mehr in seinen Büchern niederschlugen.

### Verhältnis zum Nationalsozialismus
Nach der „Machtergreifung“ der Nationalsozialisten gehörte Ponten zu den Unterzeichnern einer auf Initiative Gottfried Benns entstandenen Loyalitätserklärung der Preußischen Akademie der Künste an Hitler zur Reichstagswahl vom März 1933. Desgleichen gehörte er im Oktober 1933 mit weiteren 87 deutschen Schriftstellern zu den Unterzeichnern des Gelöbnisses treuester Gefolgschaft Adolf Hitlers. Der Völkische Beobachter lobte Ponten als den „Epiker der Auslandsdeutschen“. 1936 wurde er mit dem Rheinischen Dichterpreis ausgezeichnet, 1938 mit dem „Münchener Dichterpreis“. Ponten trat offenbar nicht in die NSDAP ein, erwartete aber vom Regime Unterstützung für seine literarischen Projekte und Auslandsreisen. Pontens kulturkonservativer Landschaftsbegriff, dem unter anderem die Prägungen seiner Jugend und seine romantische Reiselust zu Grunde lagen, ließ sich leicht mit Blut-und-Boden-Vorstellungen zur Deckung bringen. Arnulf Scriba stellt Pontens Werke daher in eine Reihe mit den von „völkisch-nationalen Ideologeme[n] geprägten Volkstumsdichtungen und historischen Heimatromane[n]“ nationalsozialistischer Vorzeigeautoren wie Gustav Frenssen, Erwin Guido Kolbenheyer oder Wilhelm Pleyer, deren Ideen zumeist noch in ideologischen Strömungen aus der Zeit des Kaiserreichs wurzelten. Trotz konservativ-nationaler Grundeinstellung verstand sich Ponten aber auch als Kosmopolit, „Anti-Nationalist“ (Thomas Sprecher) und Pazifist. Persönlich hatte er sich ein eigenwilliges Bild vom Nationalsozialismus zurechtgelegt, das er auch schriftlich dokumentierte und in Interviews äußerte: Der „naturhafte Mensch“ könne vieles gelten lassen, und das „Wesen des echten Nationalsozialismus“ sei es, „Anerkennung zu geben“.
Bis in die 1930er Jahre waren Pontens Werke Bestseller. Nach 1945 wurde er als Anhänger des Nationalsozialismus betrachtet und kaum mehr gelesen. Der Thomas-Mann-Forscher Hans Wysling, der 1988 Pontens Briefwechsel mit Mann veröffentlichte, bezeichnet ihn im Vorwort der Ausgabe als „Mitläufer“. Von Werner Bergengruen stammt die Bemerkung: „Ponten war ein eitles, gespreiztes Männchen, auf den Erfolg bedacht und daher auch dem Nationalsozialismus gegenüber zu jeder Konzession bereit.“
Dennoch wurde er von nationalsozialistischen Kreisen, denen die völkerverbindenden Tendenzen in Pontens Werk aufstießen, um 1936 „schon heftig angefeindet“. Im Februar 1938 erschien in der Zeitschrift Der SA-Mann ein anonymer Leserbrief, der Ponten u. a. vorwarf, er sei „jüdisch versippt“, verkehre mit jüdischen Freunden im Ausland, verherrliche Sowjetrussland, habe sich despektierlich über Hitler geäußert (die Reden Hitlers enthielten „Binsenweisheiten“) und sei ein Bewunderer Thomas Manns. Ponten verteidigte sich in einem langen Brief, den er Joseph Goebbels zuspielte und in dem er zu der Freundschaft mit Mann steht: „Es war eine schöne Freundschaft zwischen 1920 und 1924. Sie wird einmal in die deutsche Literaturgeschichte eingehen. Wir alle, die wir uns am großen deutschen Roman mühten und mühen, verdanken Mann viel.“ In der Folgezeit wurde Ponten von der Gestapo beobachtet, sein 1928 erschienenes Europäisches Reisebuch wurde beim Verlag beschlagnahmt, seine Wohnung durchsucht und der Reisepass eingezogen, so dass er keine Auslandsreisen mehr unternehmen konnte. Der Zeuge, der die hitlerkritischen Äußerungen Pontens gehört haben soll, bestätigte die Vorwürfe allerdings nicht, worauf Ponten auf freiem Fuß blieb. Kurze Zeit später starb Ponten im Alter von 56 Jahren an Angina Pectoris, unter der er bereits seit Jahren litt.

## Grabstätte
Die Grabstätte von Josef Ponten befindet sich auf dem Münchner Waldfriedhof  (Grabnr. 192-W-8).

## Werke
- Jungfräulichkeit. Ein Roman. Deutsche Verlags-Anstalt, Stuttgart 1906.
  - Neufassung: Jungfräulichkeit. Geschichte einer Jugend und Liebe. Deutsche Verlags-Anstalt, Stuttgart 1920.
- Augenlust. Eine poetische Studie über die Erlebnis und ein Totentanzalphabet. Deutsche Verlags-Anstalt, Stuttgart 1907.
- (Hrsg.) Alfred Rethel. Des Meisters Werke (= Klassiker der Kunst in Gesamtausgaben. Bd. 17). Deutsche Verlags-Anstalt, Stuttgart 1911.
  - 2. Auflage: Alfred Rethel. Eine Auswahl aus dem Lebenswerk des Meisters. Deutsche Verlags-Anstalt, Stuttgart 1921.
- Peter Justus. Eine Komödie der Liebeshemmungen. Roman. Deutsche Verlags-Anstalt, Stuttgart 1912.
- (Hrsg.) Alfred Rethels Briefe. In Auswahl herausgegeben. Cassirer, Berlin 1912.
- Griechische Landschaften. Ein Versuch künstlerischen Erdbeschreibens. Farbenbilder, Zeichnungen, Lichtbilder von Julia Ponten von Broich. Deutsche Verlags-Anstalt, Stuttgart 1914.
  - Neuauflage, Neufassung: Deutsche Verlags-Anstalt, Berlin 1924.
- Der Babylonische Turm. Geschichte der Sprachverwirrung einer Familie. Roman. Deutsche Verlags-Anstalt, Stuttgart 1918.
- Die Insel. Novelle. Deutsche Verlags-Anstalt, Stuttgart 1918.
- Die Bockreiter. Novelle. Deutsche Verlags-Anstalt, Stuttgart 1919.
- Der Meister. Novelle. Deutsche Verlags-Anstalt, Stuttgart 1919.
- Salz. Ein Roman in Verkleidungen. Deutsche Verlags-Anstalt, Stuttgart 1921 f.
  - Band 1: Der Knabe Vielnam. 5 Novellen. Szenen einer Jugend. 1921.
  - Band 2: Der Jüngling in Masken. Fünf Erzählungen aus einem reifenden Leben. 1922.
- Studien über Alfred Rethel. Deutsche Verlags-Anstalt, Stuttgart 1922.
- Die Uhr von Gold. Erzählung. Deutsche Verlags-Anstalt, Stuttgart 1923.
- Der Gletscher: Eine Geschichte aus Obermenschland. Deutsche Verlags-Anstalt, Stuttgart 1923.
- Kleine Prosa. Lintz, Trier 1923.
- Der Urwald. Erzählung. Deutsche Verlags-Anstalt, Stuttgart 1924.
- Selbstbildnis aus dem Jahre 1920 (= Bekenntnisse. H. 7). Gesellschaft der Bücherfreunde, Chemnitz 1924.
- mit Josef Winckler: Das Rheinbuch. Eine Festgabe rheinischer Dichter. Deutsche Verlags-Anstalt, Stuttgart 1925.
- Architektur, die nicht gebaut wurde. Mit am Werke Heinz Rosemann, Hedwig Schmelz. 2 Bände. Deutsche Verlags-Anstalt, Stuttgart 1925.
- Siebenquellen. Landschafts-Roman. Mit einem Nachwort von Hanns Martin Elster. Deutsche Buch-Gemeinschaft, Berlin 1926.
- Die luganesische Landschaft. Mit 12 Bildern nach Aquarellen von Hermann Hesse und Julia Ponten. Deutsche Verlags-Anstalt, Stuttgart 1926.
- Die letzte Reise. Eine Erzählung. Quitzow, Lübeck 1926.
- Rethels Hochzeitsreise. Erzählung von eines Künstlers Ende. Fischer, Berlin 1927.
- Aus deutschen Dörfern zwischen Maas und Rhein und an der Wolga. Erlebnisse. Mit Holzschnitten von Ernst Doelling. Freunde der Deutschen Bücherei, Leipzig 1927, urn:nbn:de:bsz:14-db-id19027601153.
- Die Studenten von Lyon. Deutsche Verlags-Anstalt, Stuttgart 1927.
- Römisches Idyll. Einbandentwurf von Georg A. Mathéy. Horen, Berlin-Grunewald 1927.
- Europäisches Reisebuch. Landschaften, Räume, Menschen. Schünemann, Bremen 1928.
- Volk auf dem Wege. Roman der deutschen Unruhe. Deutsche Verlags-Anstalt, Stuttgart 1930 ff.
  - Band 1: Wolga, Wolga. Roman. 1930.
    - 2. Fassung: Im Wolgaland. Roman. 1933.

  - Band 2: Rhein und Wolga. 1931.
    - 2. Fassung. Die Väter zogen aus. Roman. 1934.

  - Band 3: Rheinisches Zwischenspiel. Roman. 1937.
  - Band 4: Die Heiligen der letzten Tage. Roman. 1938
  - Band 5: Der Zug nach dem Kaukasus. Roman. 1940.
  - Band 6: Der Sprung ins Abenteuer. 1942.
- Landschaftsbilder. Reclam, Leipzig 1931 ff.
  - Band 1: Zwischen Rhone und Wolga. Mit einem Vorwort von Erich von Drygalski. 1931.
  - Band 2: Aus griechischer Landschaft. Mit einem Nachwort von Karl Haushofer. 1933.
  - Band 3: Besinnliche Fahrten im Wilden Westen. 1937.
- Landschaft, Liebe, Leben. Novellen. Mit einer Darstellung des Dichters vom eigenen Leben. Deutsche Buch-Gemeinschaft, Berlin 1934.
- Heilige Berge Griechenlands (= Die deutschen Bergbücher. Hrsg. von Hans Leifhelm. Bd. 4). Styria, Graz 1936.
- Noch einmal. Gedichte aus dem Nachlaß. Ellermann, Hamburg 1944.